# 9ice
9ice, pseudonimo di Alexander Abolore Adegbola Adigun Alapomeji Ajifolajifaola (17 gennaio 1980), è un cantante nigeriano.
Nel 2008 ha vinto il premio come "miglior artista hip hop" agli MTV Africa Music Awards. Nello stesso anno, in occasione degli Hip Hop World Awards, ha vinto il premio come "rivelazione dell'anno" e quello come "performer vocale maschile". Durante la sua carriera artistica e discografica, iniziata nel 2000, ha anche fondato un'etichetta discografica, la Alapomeji Records.

## Discografia parziale
- 2007 - Certificate
- 2008 - Gongo Aso
- 2009 - Tradition
- 2011 - Bashorun Gaa/Versus
- 2014 - CNN/GRA